# Alter Markt 12
Alter Markt 12 ist die postalische Adresse eines unter Denkmalschutz stehenden historischen Gebäudes im Stadtgebiet Altstadt der Stadt Stralsund an der Südseite des Alten Marktes.

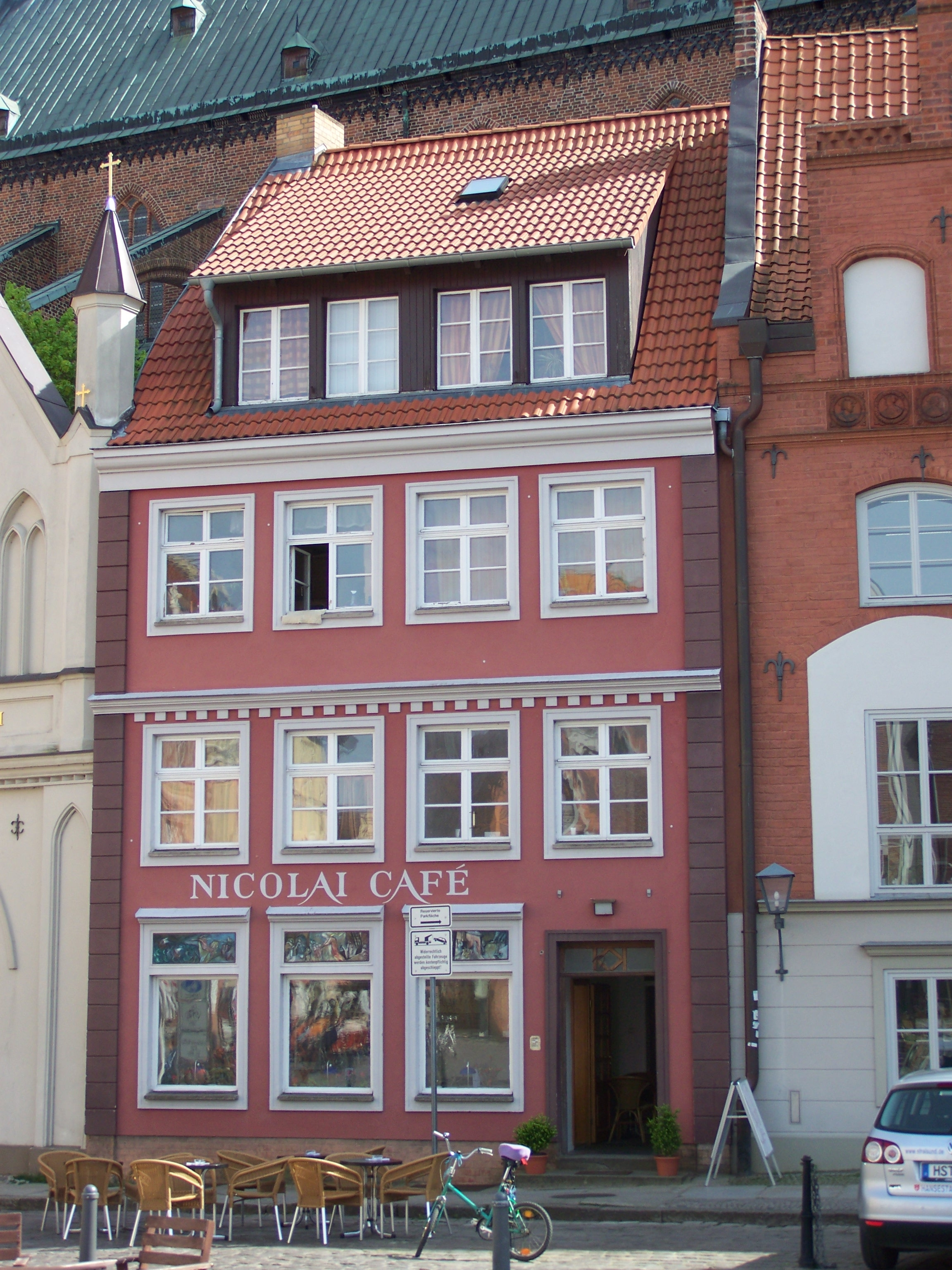
Das Haus Alter Markt 12 in Stralsund, dahinter die Nikolaikirche

Das viergeschossige barocke Traufenhaus wurde 1717 vom damaligen Besitzer Christian Lüning, einem Getreide- und Malthändler, nach schwerer Beschädigung während der Belagerung Stralsunds durch Dänen, Brandenburger und Sachsen im Jahr 1715, bei der es von neun Bomben und 100 Kugeln getroffen worden war, nahezu völlig neu aus Backstein errichtet und verputzt. Das zweite Obergeschoss des Hauses mit der damaligen postalischen Adresse Alter Markt A 194 wurde in Fachwerkbauweise aufgesetzt. Lüning bezahlte bis Dezember 1718 allein 900 Taler für die Restaurierung, wie aus einem Brief an den Rat der Stadt hervorgeht.
1756 erwarb Johann Heinrich Röver das Haus, der es 1795 an seinen Sohn Jürgen Friedrich Röver (beide waren Goldschmiede) vererbte. Ab 1811 gehörte es Schustermeister Christian Tetzloff, ab 1859 Regierungsfeldmesser Carl Schorler und ab 1861 Schneidermeister Adolph Tönnies. Tönnies eröffnete ein „Herren-Garderoben und Tuchgeschäft“ im Erdgeschoss des Gebäudes, das 1869 seine heutige Adresse Alter Markt 12 erhielt. Ende der 1920er Jahre erwarb Buchbinder Karl Schmidt das Haus, der am 17. Februar 1929 die Stadt um die Genehmigung zur Umbauung des Hofes ersuchte. In dem so geschaffenen Raum betrieb er eine Schneidemaschine.
1941 wurde das Gebäude einer Bestandsaufnahme unterzogen, um es wie andere Häuser am Alten Markt und der abgrenzenden Semlower Straße auch „entschandeln“ zu lassen, wozu es allerdings bei diesem Haus aufgrund des Zweiten Weltkrieges nicht mehr kam.
Nach dem Krieg befand sich im Haus eine Tierhandlung. 1973 wurde es nahezu vollständig neu aufgebaut. Es gehört seit 1997 Jana und Eduard Albrecht und beherbergt ein Café.
Das Haus liegt im Kerngebiet des von der UNESCO als Weltkulturerbe anerkannten Stadtgebietes des Kulturgutes „Historische Altstädte Stralsund und Wismar“. In die Liste der Baudenkmale in Stralsund ist es mit der Nummer 13 eingetragen.